# وینیسیوس لوپز
وینیسیوس لوپز (به پرتغالی: Vinícius Silva Lopes Souto) مهاجم اهل برزیل است که در شهر برازیلیا و در تاریخ ۲۹ ژانویهٔ ۱۹۸۸ به دنیا آمده‌است.
وینیسیوس لوپز در تیم‌های فوتبال BK Häcken سابقهٔ حضور دارد.